# Срђан Рајчевић
Срђан Рајчевић (Бања Лука, 1982) је српски политичар и инжењер рачунарства. Бивши је министар за научнотехнолошки развој, високо образовање и информационо друштво Републике Српске, члан Савјета за заштиту уставног поретка Републике Српске и функционер Савеза независних социјалдемократа (СНСД).

## Биографија
Рођен је 1982. године у Бањој Луци, гдје је завршио основну школу и Гимназију. Дипломирао је рачунарство на Сити колеџу Универзитета у Шефилду, а потом и право на Правном факултету Универзитета у Бањој Луци, гдје је окончао и постдипломске студије и стекао звање магистра пословно-правних наука. Тренутно је докторанд на Универзитету у Бањој Луци. Правосудни испит положио је 2013. године.
Радио је у Министарству науке и технологије Републике Српске на пословима анализе развоја информационих технологија, а 2008. године именован је за директора Агенције за информационо друштво Републике Српске. Предводио је радне групе за израду сета закона из области информационог друштва у Републици Српској, те Политике безбједности информационог система Владе Републике Српске.
Као коаутор учествовао је у изради Стратегије развоја електронске Владе Републике Српске. Носилац је сертификата за безбједност информационих система 2017. године, који му је додијелио Међународни сертификациони конзорцијум.